# Marcin Krupa
Marcin Tomasz Krupa (ur. 5 kwietnia 1976 w Katowicach) – polski samorządowiec i nauczyciel akademicki, od 2014 prezydent Katowic, od 2017 przewodniczący Zgromadzenia Górnośląsko-Zagłębiowskiej Metropolii.

## Życiorys
Absolwent V Liceum Ogólnokształcącego im. Władysława Broniewskiego w Katowicach oraz Wydziału Transportu Politechniki Śląskiej. W 2005 na tej uczelni uzyskał stopień naukowy doktora nauk technicznych na podstawie pracy pt. Modelowanie zużywania szyn kolejowych, pracował później jako adiunkt na Politechnice Śląskiej. Ukończył także studia podyplomowe z zakresu zarządzania organizacjami.
W latach 2006–2010 był radnym Rady Miasta Katowice, pełniąc m.in. funkcję przewodniczącego Komisji Skarbu. W latach 2010–2014 pełnił funkcję zastępcy prezydenta Katowic Piotra Uszoka.
W wyborach samorządowych w 2014 kandydował na prezydenta Katowic z poparciem nieubiegającego się o reelekcję Piotra Uszoka. Wygrał w drugiej turze głosowania, uzyskując 71,3% głosów, podczas gdy jego kontrkandydat Andrzej Sośnierz otrzymał 28,7% głosów. 8 grudnia 2014 złożył ślubowanie, rozpoczynając sprawowanie urzędu. W 2015 był jednym z założycieli komitetu wyborczego Bronisława Komorowskiego w wyborach prezydenckich. 12 września 2017 został wybrany na przewodniczącego Zgromadzenia Górnośląsko-Zagłębiowskiej Metropolii.
W wyborach samorządowych w 2018 przy ubieganiu się o reelekcję uzyskał poparcie m.in. ze strony PiS i SLD. W głosowaniu zwyciężył w pierwszej turze, otrzymując w niej 55,4% głosów. Również w 2018 został wybrany do zarządu Związku Gmin i Powiatów Subregionu Centralnego Województwa Śląskiego. Zasiadał w Radzie do spraw Samorządu Terytorialnego w ramach Narodowej Rady Rozwoju.
W wyborach w 2024 kandydował ponownie na urząd prezydenta Katowic; poparcie dla niego zadeklarowała m.in. PO. Ponownie wygrał w pierwszej turze (z wynikiem 62,4% głosów).

## Odznaczenia i wyróżnienia
- Złoty Krzyż Zasługi (2017)[18]
- Medal Stulecia Odzyskanej Niepodległości (2018)[19]
- Srebrny Medal za Zasługi dla Policji (2021)[20]
- Odznaka honorowa „Za Zasługi dla Komendy Wojewódzkiej Policji w Katowicach” (2023)[21]
- Krzyż Kawalerski Orderu Węgierskiego Zasługi (2022)[22]